# Heterochaenia
- Commons
- Wikispecies

Heterochaenia é um gênero botânico pertencente à família Campanulaceae.